# Lonesome Crow
Lonesome Crow és el primer àlbum d'estudi del grup de Heavy Metal alemany Scorpions, produït per Conny Plank.
Aquest va ser l'únic àlbum de Scorpions en el que va participar el guitarrista Michael Schenker com a membre actiu del grup, ja que al cap de poc s'uniria als britànics UFO. Seria substituït en els següents discos pel virtuós Uli Jon Roth. Michael Schenker, això no obstant, faria algunes aparicions en discos posteriors de Scorpions.

## Llista de cançons
1. "I'm Going Mad" – 4:52
2. "It All Depends" – 3:23
3. "Leave Me" – 5:02
4. "In Search of the Peace of Mind" – 4:56
5. "Inheritance" – 4:37
6. "Action" – 3:53
7. "Lonesome Crow" – 13:39

## Personal
- Klaus Meine - Cantant
- Michael Schenker - Guitarra
- Rudolf Schenker - Guitarra
- Lothar Heimberg - Baix
- Wolfgang Dziony - Bateria